# Професионална рехабилитација инвалида
Професионална рехабилитација инвалида  подразумева стручно оспособљавање и преоспособљавање инвалида за одговарајући посао, на коме ће по завршеној рехабилитацији особа са инвалидитетом моћи да обавља под нормалним условима и да уз нормалне напоре постиже нормалан учинак у раду, односно нормалне резултате рада, не погоршавајући тиме своје здравствено стање и стање инвалидности.

## Правна регулатива
Оспособљавање и преоспособљавање инвалида рада у свим земљама света треба да буде стални и координирани процес, који спроводе одређене службе за запошљавање (јавне и приватне).

## Облици
Процес рехабилитације подразумева:
- изучавање одређеног занимања,
- практични рад на одговарајућим радним местима,
- рад у посебним организацијама за рехабилитацију, или код послодавца
- школовање у одговарајућим школама или на курсевима у организацији одговарајућих служби.

## Право на помоћ за оспособљавање за рад
Право на помоћ за оспособљавање за рад односно образовање и оспособљавање за рад, у Србији имају инвалидна лица која се, према психофизичким способностима и годинама живота, могу оспособити за одређен рад и то право не могу да остваре по другом правном основу. Ово право остварује се у виду упућивања на оспособљавање, материјалног обезбеђења, накнаде трошкова смештаја, трошкова превоза и накнаде трошкова оспособљавања.